# Белоспинная птица-мышь
Белоспи́нная пти́ца-мышь (лат. Colius colius) — вид птиц из семейства птиц-мышей. Обладает пепельно-серым оперением сверху и светлым снизу, тёмной маской на «лице» и голубовато-белым клювом. Обитает в засушливых и полузасушливых районах на юго-западе Африки на территории Ботсваны, Намибии и ЮАР. Питается преимущественно фруктами, кормится в стаях до десяти особей. Один или два пика размножения приходятся на сезон дождей. Птицы строят довольно крупное открытое гнездо в колючем кустарнике и обычно откладывают 2—4 светло-кремовых яйца. Насиживанием занимаются оба родителя. Птенцы сначала покрыты редким пухом, но в возрасте 11 дней их оперение уже хорошо сформировано, и они почти полностью напоминают родителей.
В 1766 году Карл Линней включил белоспинную птицу-мышь в 12-е издание «Системы природы». Учёные выделяют два подвида. Белоспинная птица-мышь находится в близком родстве с надвидом, объединяющим бурокрылую и красноспинную птиц-мышей.

## Описание
Белоспинная птица-мышь — небольшая птица с массой 31—59 г и длиной тела 29—32 см, из которых 20—23 см составляет хвост. Длина крыла составляет 85—94 мм; клюва — 11,0—13,5 мм; цевки — 16,0—20,0 мм. Наряду с красноспинной (Colius castanotus) и некоторыми подвидами бурокрылой (Colius striatus), белоспинная птица-мышь является одним из самых крупных представителей семейства, хотя в среднем она легче бурокрылой и краснолицей (Urocolius indicus) птиц-мышей. Половой диморфизм отсутствует. Как и у остальных птиц-мышей, крайние пальцы белоспинной способны менять положение.
У номинативного подвида Colius colius colius оперение головы, хохолок и спина пепельно-серые. По центру нижней части спины проходит узкая белая полоса, по бокам которой две широкие чёрные полосы, часто прикрытые крыльями. Над хвостом — яркое каштановое пятно. Выделяющиеся полосы на спине можно наблюдать только в полёте, они практически не заметны у сидящей птицы. Оперение снизу светлое, на груди винно-красное; по внутренней части крыла (испод) — белое с чёрной полосой, три внешних первостепенных маховых пера с внутренней стороны чёрные (Мэри Катерин Роуэн (англ. Mary Katherine 'Bunty' Rowan) отмечала у некоторых особей рисунок на внутренней стороне всех первостепенных маховых перьев). На кроющих перьях чёрная широкая полоса, которая отделяет бледно-серые первостепенные маховые перья. Центральные перья хвоста пепельно-серые, остальные — серовато-коричневые. Уздечка (область между глазом и клювом), щёки и верхняя часть горла формируют тёмную или чёрную маску. Клюв голубовато-белый с чёрным кончиком. Радужка глаза черновато-коричневая. Ноги и лапы ярко-красные. Подвид Colius colius damarensis бледнее номинативного.
У молодых птиц отсутствует пятно над хвостом, более бледная маска на щеках и на горле, голубоватое или медно-зелёное надклювье и тёмно-серое подклювье. В оперении молодых белоспинных птиц-мышей отмечали два вида клещей: Rhipicephalus evertsi и Rhipicephalus appendiculatus. Первый вид в Африке наблюдается также у тимелиевых (Timaliidae), сорокопутовых (Laniidae) и ткачиковых (Ploceidae), а второй, помимо птиц-мышей, встречается только у дятловых (Picidae).

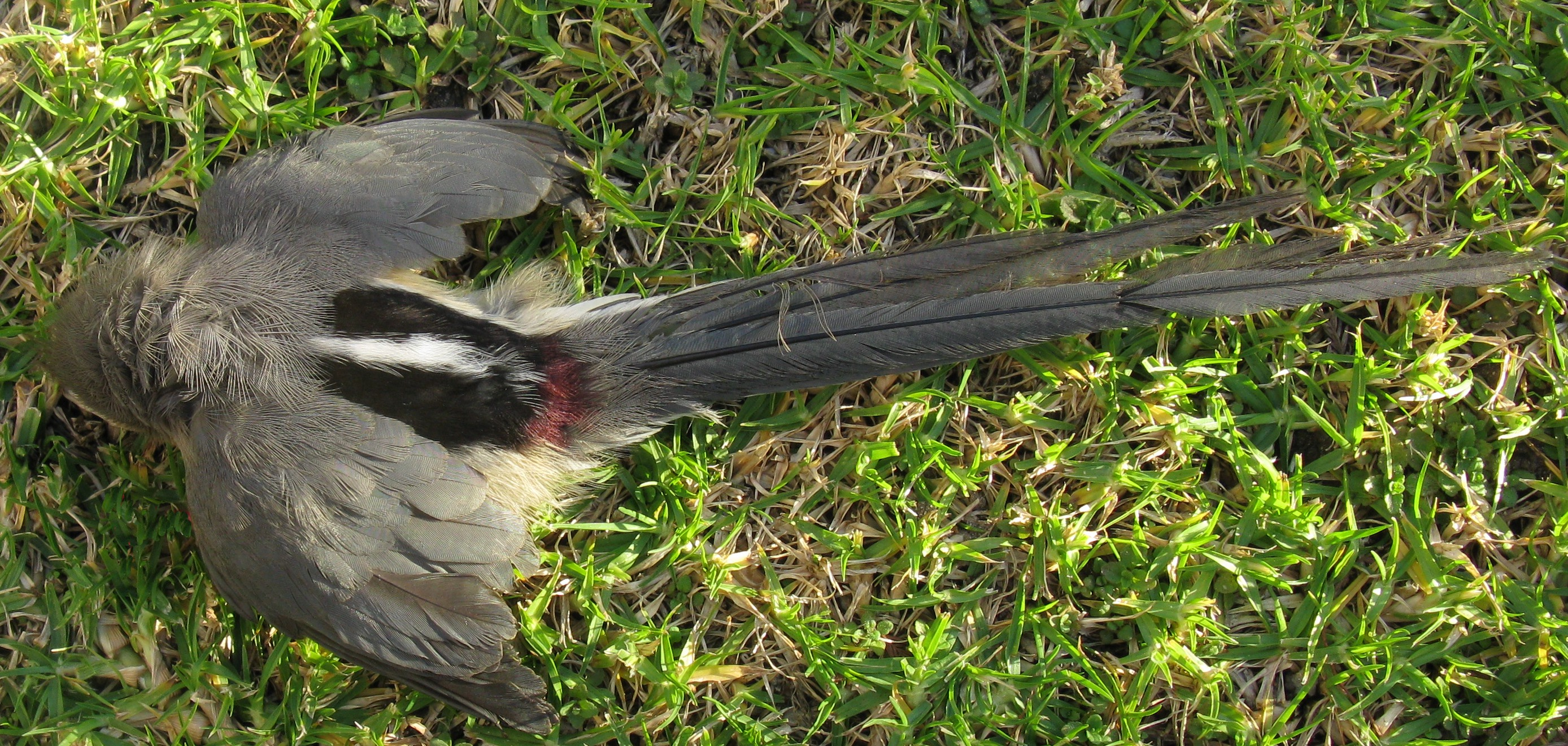
Оперение спины мёртвой особи белоспинной птицы-мыши

Белая полоса на спине, выделяющаяся на фоне серого оперения крыла является уникальной чертой белоспинной птицы-мыши, которая позволяет отличать её от остальных представителей семейства. Другими характерными особенностями натуралисты называют голубоватый клюв, красные лапы и белое с чёрной полосой оперение под крылом. Из-за этих черт Роуэн считала белоспинную птицу-мышь самым выделяющимся представителем семейства. Вместе с тем особенности поведения схожи с таковыми бурокрылой птицы-мыши. Как и другие птицы-мыши, белоспинные часто чистят перья себе и друг другу.
Линька птиц-мышей в тропических регионах происходит круглый год, а при более умеренном климате имеет тенденцию к сезонности. Среди белоспинных птиц-мышей, пойманных в феврале — мае, у 65 % особей происходила замена первостепенных и второстепенных маховых перьев; смена перьев крыла также была отмечена у одной птицы, пойманной в августе, и у двух — в ноябре; в остальное время линьки крыла не наблюдалось. Хвост белоспинной птицы-мыши может линять в любое время года, при этом центральные (самые длинные) перья хвоста растут со скоростью 3—4 мм в день. Линька первостепенных маховых перьев в основном проходит от самого внутреннего пера к внешнему; второстепенные маховые перья преимущественно меняются без особого порядка; 40 % рулевых перьев меняются от центра к краям, 20 % — от края к центру, ещё 40 % меняются бессистемно.
Белоспинные птицы-мыши — очень шумные птицы, они издают звуковые сигналы и во время полёта, и на ветке, замолкая только во время принятия солнечных ванн. Позывки белоспинной птицы-мыши во время полёта напоминают звуковые сигналы бурокрылой птицы-мыши, только звучат более мелодично. Обычно каждая фраза начинается с пронзительных свистов «zwee, wewit», продолжается 15-секундной серией «chchchchichichi…» и заканчивается криком «krik, krik». Потревоженные птицы издают резкий сигнал «tzik». По словам Роуэн, короткие и резкие предупреждающие сигналы белоспинной птицы-мыши также напоминают таковые у бурокрылой. Позывки белоспинной птицы-мыши «странным образом» приглушены и несмотря на свою чистоту и мелодичность не разносятся далеко; птиц едва можно услышать с расстояния больше 50 метров. Роуэн указывала на тихие сигналы «chut, chut, chut …» или «tch, tch, tch …» у выращенных в неволе птиц, но при этом отмечала, что в дикой природе подойти к птице на расстояние, позволяющее услышать эти сигналы, невозможно. Птенцы начинают свистеть на седьмой неделе, а в три месяца их вокализация уже не отличается от взрослой.

## Распространение

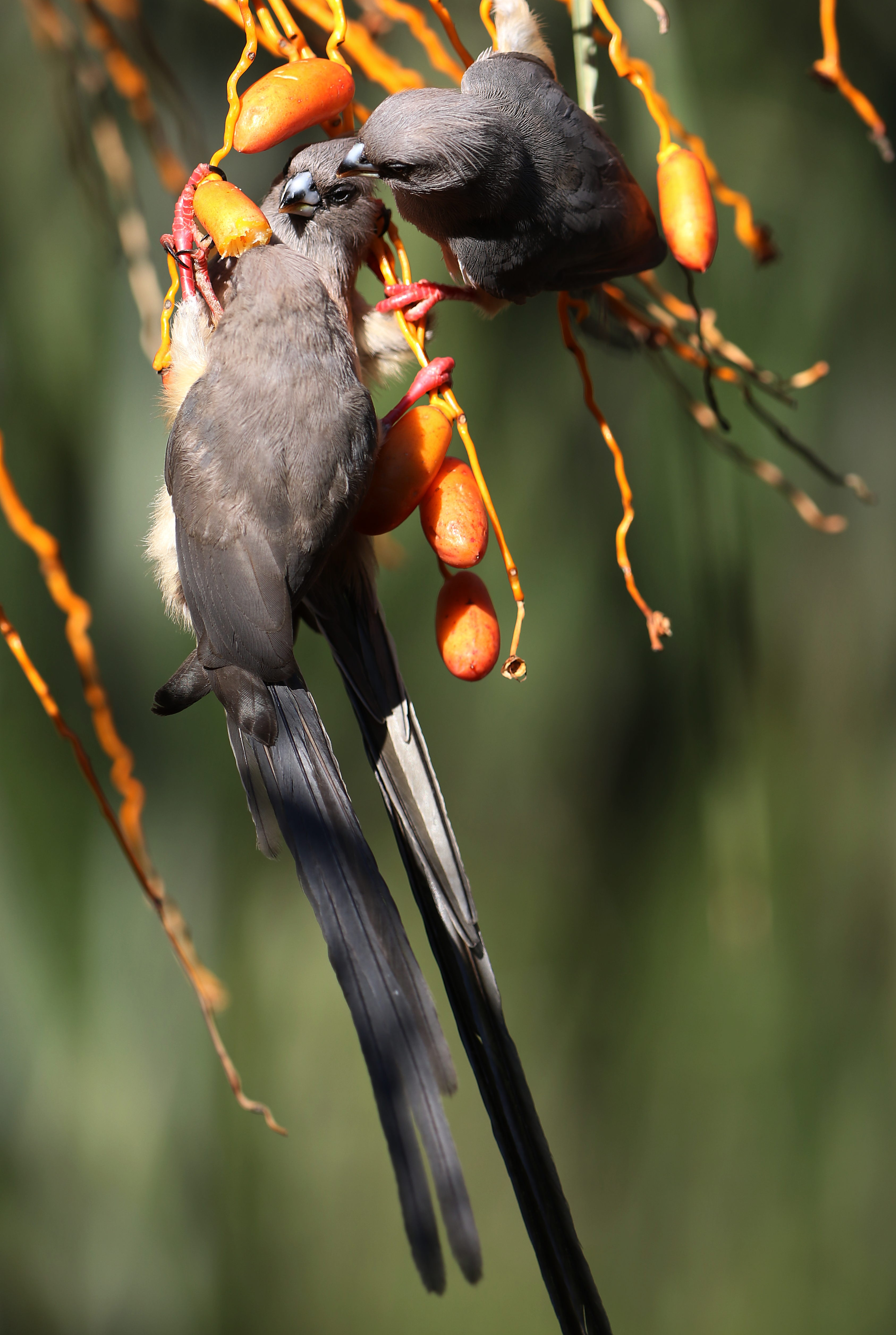
Белоспинные птицы-мыши в трансграничном парке Кгалагади

Белоспинная птица-мышь обитает на юго-западе Африки в сухих саваннах Намибии, Ботсваны (юго-западные и юго-восточные районы страны) и ЮАР (на восток до 29° в. д.). В ЮАР птицы обитают на территории западных провинций ранее включённых в состав Капской провинции, на западе Трансвааля и западе Фри-Стейт, в Намибии — в экорегионе Нама-Кару (части Кару). Роуэн отмечала, что птицы не встречаются в Квазулу-Натал, в окрестностях города Порт-Сент-Джонс и в Низком Велде. Международный союз охраны природы включает в ареал только Намибию и ЮАР, изредка птиц отмечали в Лесото и Анголе. Площадь ареала составляет 2 210 000 км². Белоспинная птица-мышь ведёт оседлый образ жизни, изредка были отмечены кочёвки. Птицы живут в стаях размером около шести особей круглый год, не меняя при этом состав стаи, хотя могут принять в неё одиночных птиц.
Белоспинная птица-мышь обитает в полузасушливых и засушливых районах, часто селится на деревьях и кустах вдоль рек, около орошаемых полей, ферм и в садах. Предпочитает растения родов акация (Acacia), Euclea и сумах (Rhus). В Кару птицы селятся близ дренажных систем и крайне редко кормятся в низкой и редкой растительности. На юге Кару, где проводились исследования терморегуляции белоспинных птиц-мышей, растительный мир в основном представлен Acacia karroo, Euclea undulata, Searsia undulata, Rhigozum obovatum и растениями рода хурма (Diospyros). В природном заповеднике Коберг в 25 км от Кейптауна основными растениями являются кустарники Euclea racemosa, Osyris compressa, Olea exasperata, Osteospermum moniliferum, Salvia africana-lutea, видами рода Searsia; деревья отсутствуют. Вслед за расчисткой земель под сельское хозяйство ареал белоспинной птицы-мыши расширяется на юго-восток Ботсваны, где птицы предпочитают заросли акации кручёной (Acacia tortilis). По мнению Эндрю Маккехни (Andrew E. McKechnie) и Барри Лавгрува (Barry G. Lovegrove), белоспинная птица-мышь предпочитает самые засушливые регионы среди всех птиц-мышей. Её отмечали в пустыне Намиб в тех местах, где встречаются кустарники, а также в южной части пустыни Калахари и в засушливом Бушманленде. При этом её не отмечали в трансграничном парке Кгалагади. В Коберге среднегодовое количество осадков составляет 375 мм (с апреля по сентябрь выпадает около 75 % осадков).

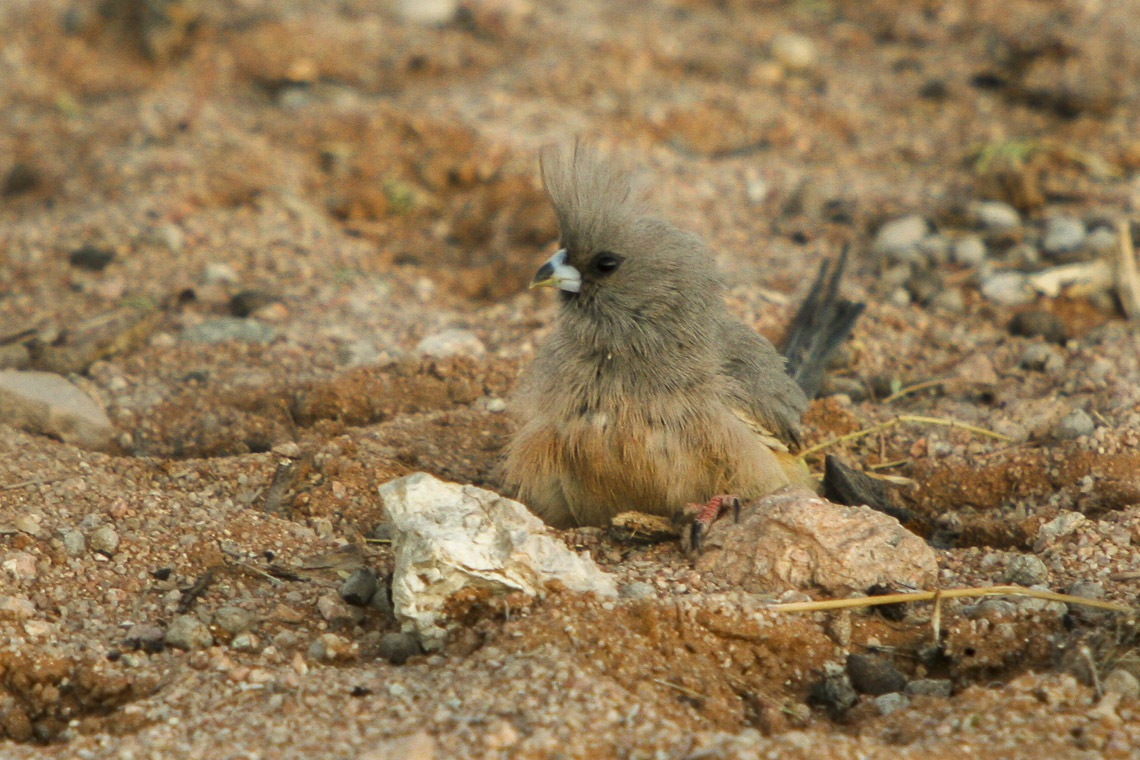
Белоспинная птица-мышь в Намибии

На большей части ареала белоспинной птицы-мыши, в частности вдоль дренажных каналов в Кару, встречается также краснолицая птица-мышь, которая может питаться на тех же деревьях. Кроме того, ареал пересекается с ареалом бурокрылой птицы-мыши. В некоторых районах ЮАР обитают все три вида, при этом белоспинная птица-мышь доминирует в нижнем течении реки Вааль, где основу растительности составляет Tarchonanthus camphoratus.
Международный союз охраны природы относит белоспинную птицу-мышь к видам под наименьшей угрозой (LC). Предположительно, в связи с ростом числа садов и ферм, а также сопутствующей ирригацией засушливых районов, численность вида возрастает. Птицы являются обычными на всём ареале. По наблюдениям Роуэн, ареал белоспинной птицы-мыши лоскутный, но более современные данные с лучшим покрытием утверждают, что птиц можно наблюдать на большей части своего ареала. Чаще белоспинная птицы-мышь встречается в южной части ареала, в частности, в ЮАР, реже — на юге Ботсваны. Возможно, ареал расширяется вдоль реки Оранжевая. В 1962 году белоспинная птица-мышь была впервые отмечена на севере Йоханнесбурга и с тех пор встречается там довольно часто. Вместе с тем Роуэн писала, что в 1872 году птицы были широко распространены в долине реки Окаванго и болотах Нгами в центральной части Ботсваны, а современные исследователи отмечают птиц только на юге страны.

## Питание

### Рацион

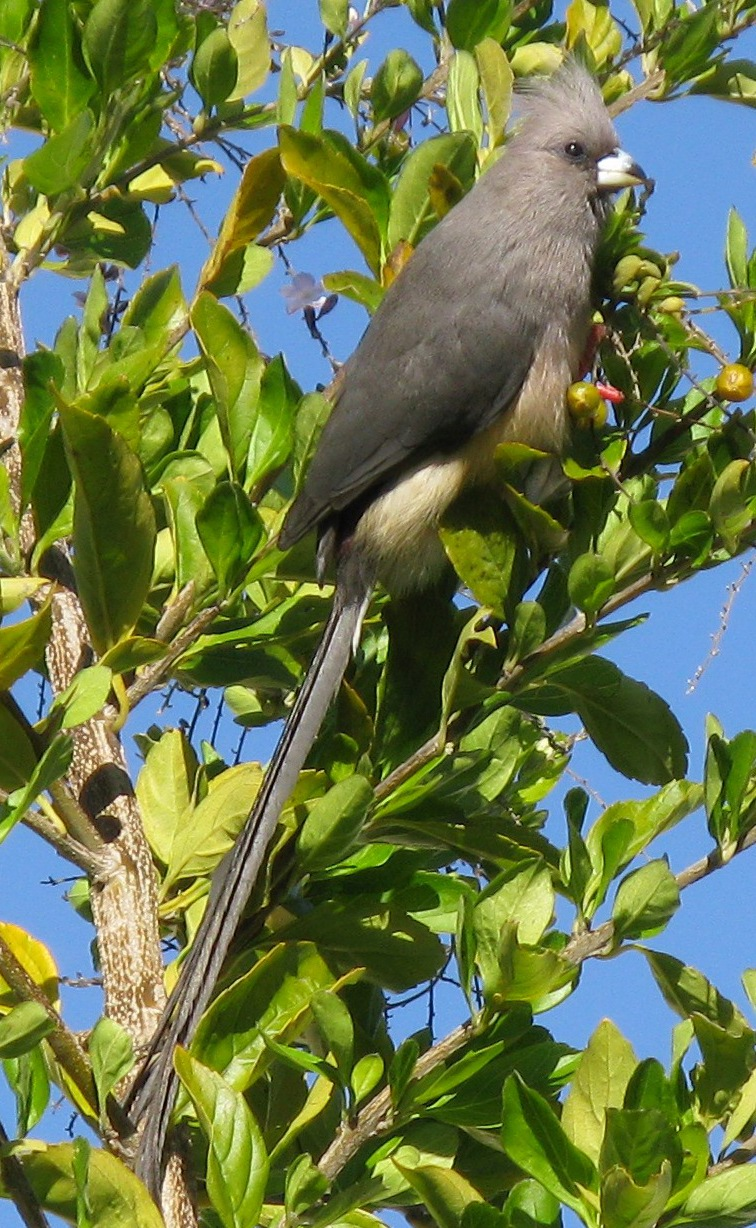
Белоспинная птица-мышь кормится ягодами дуранты

Основу рациона белоспинной птицы-мыши составляют фрукты. В ЮАР было зафиксировано 27 видов растений, плоды которых потребляет данный вид. Также белоспинная птица-мышь питается листьями (7 видов), цветами (4 вида) и нектаром. В ЮАР были исследованы желудки 23 белоспинных птиц-мышей, 13 из них содержали только фрукты, 5 — только листья, а 7 — и листья, и фрукты. Как и в случае бурокрылой и краснолицей птиц-мышей, большое место в рационе занимают растения родов финиковая пальма (Phoenix), дерево додо (Sideroxylon), эретия (Ehretia), фикус (Ficus), сумах, хурма (Diospyros), Euclea и маслина (Olea), у которых достаточно длинный плодовый сезон. В заповеднике Коберг с 25 августа по 2 октября белоспинная птица-мышь в питалась листьями (56 %), фруктами (39 %) и цветами (5 %) с 11 видов растений. Среди листьев основу потребления составляли Zygophyllum morgsana (55 %) и Lycium afrum (21,9 %). Около 80 % потребляемых фруктов принадлежали Olea exasperata. Диаметр плодов составлял 4,6—8,7 мм, а масса 0,08—0,55 г; самые маленькие плоды птицы глотали целиком. При этом до 12 сентября основу потребления составляли фрукты, а после этого — листья. Особую важность для питания белоспинной птицы-мыши в Кару имеют растения рода дереза (Lycium), в пищу идут её плоды, листья и цветы; в пустыне Намиб особо важную роль играет сальвадора персидская (Salvadora persica). Некоторые потребляемые в пищу растения являются токсичными для млекопитающих или других птиц, а также входят в состав медицинских препаратов. Возможно, именно с их детоксикацией связана увеличенная печень белоспинной птицы-мыши. Роуэн отмечала, что в авиариях белоспинная птица-мышь не показывает интереса к белковой пище, в частности, термитам, чернотелкам настоящим (Tenebrio), сырам и готовому или сырому мясу (хотя может пить молоко, есть масло или приготовленные яйца). По-видимому, насекомые попадают в организм случайно.
Пьют белоспинные птицы-мыши редко; Роуэн наблюдала пьющих воду особей только в исключительно жаркую и сухую погоду. Фекалии сухие и порошкообразные.

### Добыча пищи
Обычно птицы кормятся в группах по 2—10 особей, но иногда формируют более крупные стаи размером до 40 особей (такие наблюдались в Кару). Они редко формируют смешанные стаи, но во время весеннего цветения в окрестностях Кейптауна на Капском полуострове Роуэн наблюдала совместную стаю бурокрылых и белоспинных птиц-мышей в саду миндаля. При этом птицы-мыши крайне мало времени тратят на еду: в авиариях с большим количеством доступной еды они принимают пищу менее 20 минут в день; чаще всего кормятся с 10 до 11 утра и с 1 до 3 дня. Иногда кормятся на земле. Проводимое в августе — октябре в интервалы времени с 6:45 до 13:30 исследование распределения времени показало, что 59,7 % было потрачено на солнечные ванны, 18 % — на чистку перьев себе или в стае, 17,9 % времени птицы просто сидели на ветках и лишь 4,4 % занимались пропитанием. Схожее время кормления (5—8 %) отмечали в сезон дождей в Венесуэле у Saltator coerulescens и Saltator orenocensis — птиц со схожим фруктово-лиственным рационом. В солнечную погоду белоспинные птицы-мыши чаще кормились и реже сидели на ветках и чистили перья.

### Терморегуляция
Птицы-мыши проводят много времени, принимая солнечные ванны. Скорее всего это необходимо, чтобы увеличить скорость переваривания растительной пищи, они подвешиваются на ветках, распушают перья и подставляют солнцу живот для лучшего прогревания. Помимо одиночных солнечных ванн, за полчаса до заката птицы собираются греться на солнце вместе. Сразу после заката они собираются в группы на ночлег. По наблюдениям в авиариях, белоспинные птицы-мыши устраиваются на ночь следующим образом: сначала две птицы садятся грудью друг к другу, затем к ним по бокам присоединяются ещё одна или две птицы, а потом вокруг них собираются остальные особи. Птицы часто толкаются, чтобы занять лучшую позицию, и могут вытолкнуть кого-нибудь из середины группы. Во время исследований в Южной Африке в самые холодные ночи, когда температура окружающей среды достигала −3,4 °C, температура белоспинных птиц-мышей в группах в дикой природе варьировала от 32 °C до 40 °C, постепенно снижаясь (средняя температура в первый час после заката составляла 37,4 °C, в последний час перед рассветом — 34,8 °C). При этом температура утром, непосредственно перед отлётом, в среднем составляла 39 °C. Колебания температур в пределах восьми градусов, хоть и являются необычными для птиц, наблюдались также у пуэрто-риканского тоди (Todus mexicanus). В лабораторных условиях температура одиночной белоспинной птицы-мыши варьировалась от 26 °C до 38 °C. Таким образом, ночью скорость падения температуры у одиночной особи составляла 0,8 °C, а у ночующей в кластере особи — 0,2 °C.
У белоспинной птицы-мыши, как и у остальных птиц-мышей, очень низкий метаболизм — она расходует в среднем 49,7 Дж/г⋅час в активную фазу и 25,2 Дж/г⋅час в фазу отдыха при нейтральной температуре окружающей среды (29 °C), что на 40 % ниже ожидаемого. Несмотря на то, что питающиеся плодами и листьями млекопитающие обычно также имеют низкий уровень обмена веществ, такая особенность птиц-мышей может быть обусловлена не их рационом, а филогенетическими связями. Дополнительные исследования в этой области затруднены тем, что очень мало птиц придерживаются схожего рациона, а также недостатком информации о родственных отношениях птиц-мышей. При отдыхе в плотной стае из шести особей белоспинные птицы-мыши расходовали в два раза меньше энергии, чем поодиночке. В исследуемой стае они также тратили меньше энергии при температуре окружающей среды 15 °C, чем при температуре 25 °C, что, возможно, связано с более низкой поддерживаемой температурой тела. При дальнейшем снижении температуры окружающей среды до 5 °C такого эффекта не наблюдалось. Учёные полагают, что в естественных условиях, когда размеры стаи превышают наблюдаемые в исследовании, эффект может быть сильнее. Возможно также, что и дневной отдых в группах выполняет не только социальную, но и энергосберегающую функцию, — обычно птицы собираются в плотные группы в особенно суровых погодных условиях. Например, они могут поодиночке принимать солнечные ванны, а при появлении облаков собираться вместе. У одиночных особей достаточно энергии, чтобы поддерживать постоянную температуру тела при понижении температуры окружающей среды, но они не делают этого. Более того, у нескольких птиц во время исследования температура понижалась настолько, что их приходилось разогревать искусственно, иначе они бы умерли от переохлаждения. Учёные отметили при этом, что социальное поведение и ночёвки в группе более важны для белоспинной птицы-мыши, чем для бурокрылой, что, возможно, связано с более непредсказуемым характером погоды в местах обитания белоспинной птицы-мыши. Таким образом, кластеризация птиц во время отдыха в холодную погоду является жизненной необходимостью. Возможно, кластерное поведение птиц-мышей является частью какого-то другого процесса, который существенно изменился в ходе эволюции и стал выполнять энергосберегающую функцию.

## Размножение
Пик размножения белоспинной птицы-мыши приходится на сезон дождей — с сентября по декабрь (по другим данным сезон продолжается с сентября по апрель). В Намибии крайне редко отмечали яйца в мае — августе. В ЮАР наблюдают два сезона: в январе — мае и в августе — ноябре с пиками в наиболее влажные месяцы — январь, апрель, август и сентябрь. На юго-западе Кару сезон размножения начинается раньше, а летние отметки редки. Птицы моногамны и территориальны, но вместе с тем практикуют кооперативное размножение.
Брачные ритуалы белоспинных птиц-мышей могут различаться у разных особей. Готовый к размножению самец садится на землю в двух метрах от самки, раскрывает крылья, демонстрирует испод и двигается к партнёрше. После короткого контакта клювами происходит копуляция. Однажды наблюдался ритуал, в котором один самец из стаи сел на ветку в 15 см от самки, поднял хохолок и стал приседать, не отрывая лап от ветки. Самка, также с поднятым хохолком, подвинулась к нему и запрокинула назад голову. Самец забрался на самку, схватил клювом её надклювье и совершил копуляцию. Такое представление повторилось пять раз. Роуэн в 1967 году отмечала, что наблюдения брачных ритуалов белоспинной птицы-мыши отсутствуют.
Белоспинная птица-мышь строит гнездо в колючем кустарнике на высоте 1,2—6 м (обычно 1,5—2,5 м). Довольно крупное открытое гнездо чашеобразной формы построено из веточек и травы и выстлано тонкими травинками, корешками, паутиной, шерстью и перьями. Вместе с тем Роуэн отмечала, что гнёзда белоспинной птицы-мыши обычно находили вдалеке от человеческого присутствия, и поэтому в них обычно отсутствовал сопутствующий мусор. По её словам, белоспинные птицы-мыши реже остальных представителей семейства строят гнёзда на инвазивных растениях. При строительстве часто используются отростки сложноцветных (Compositae). Обычно строительством занимаются и самец, и самка, иногда гнездо строят 3—4 птицы. По словам Роуэн, строительством одного гнезда занимались три птицы, а другого — четыре. Белоспинные птицы-мыши могут брать материалы из старых гнёзд других птиц, в частности воробьёв. Внутренние размеры гнезда составляют 60 мм в диаметре при глубине 45 мм. Иногда они устраиваются около гнезда общественных ос.

Colius capensis, Жорж-Луи Леклерк де Бюффон, Histoire Naturelle (1770—1783)

Из-за кооперативного размножения в гнезде может быть до восьми яиц. В среднем размеры кладки составляют 3,5 яйца в гнёздах, обнаруженных между 22 и 28° ю. ш. (на основании 21 кладки), и 2,9 яйца — в гнёздах между 28 и 34° ю. ш. (на основании 32 кладок). Обычно птицы откладывают яйца с интервалом один день. Светло-кремовые яйца овальной формы обладают довольно грубой скорлупой. Размеры яиц составляют 19,0—23,3 мм × 15,0—17,6 мм (в среднем 21,2 × 16,3 мм). Инкубация начинается с первого яйца, насиживанием занимаются оба родителя. По словам Роуэн, продолжительность периодов инкубации яиц и высиживания птенцов белоспинной птицы-мыши неизвестна. У других южных видов птиц-мышей насиживание яиц продолжается 10,5—15 дней, а птенцы остаются в гнезде менее 20 дней.
У птенцов зеленоватая кожа с редким пухом, который отсутствует на голове, шее и в верхней части спины. У них зеленоватое надклювье и тёмно-серое или чёрное подклювье; глотка чёрная, а язык ярко-жёлтый. Оперение птенцов белоспинной птицы-мыши при этом практически идентично оперению бурокрылой. В возрасте 11 дней цвет языка начинает меняться с жёлтого на розовый. Оперение хорошо сформировано. В этом возрасте птенцы уже напоминают взрослых птиц, отличаясь от них лишь зелёным цветом надклювья и отсутствием пятна над хвостом. В три недели над хвостом появляются перья с каштановыми кончиками. В 26 дней птенцы могут совершать короткие полёты. Их кормлением занимаются оба родителя. В 11 дней птенцы весят 21 г, в 16 дней — 25 г, в 26 дней — 35 г, достигая 40 г на седьмой неделе. В это время зарастает голое пятно за хохолком, а клюв становится голубовато-белым, длина крыла достигает 85 мм (лишь на 5 мм короче, чем у взрослой птицы), а центральных перьев хвоста — 155 мм (хотя они всё ещё остаются нераскрытыми на протяжении 30 мм от основания).

## Систематика
В 1766 году белоспинная птица-мышь под названием Loxia colius была включена шведским натуралистом Карлом Линнеем в 12-е издание «Системы природы». Кроме того, она вошла в более раннюю работу французского натуралиста Матюрен-Жака Бриссона. В 1789 году немецкий биолог Иоганн Георг Гмелин в тринадцатом издании «Системы природы» описал Colius capensis, который был признан синонимом данного вида.
Белоспинная птица-мышь находится в родстве с надвидом, объединяющим бурокрылую и красноспинную птиц-мышей. Несмотря на наличие красного пятна на спине, она не имеет близких связей с красноспинной.
Международный союз орнитологов относит белоспинную птицу-мышь к роду Colius и выделяет два подвида:
- Colius colius damarensis (Reichenow, 1899) — в Намибии, на юге Ботсваны, на западе и северо-западе ЮАР;
- Colius colius colius (Linnaeus, 1766) — в южной и центральной части ЮАР.